# Заскоч
Заскоч (пол. Zaskocz) — село в Польщі, у гміні Ксьонжки Вомбжезького повіту Куявсько-Поморського воєводства.
Населення — 343 особи (2011).
У 1975-1998 роках село належало до Торунського воєводства.

## Демографія
Демографічна структура станом на 31 березня 2011 року:
|          | Загалом | Допрацездатний вік | Працездатний вік | Постпрацездатний вік |
| -------- | ------- | ------------------ | ---------------- | -------------------- |
| Чоловіки | 179     | 44                 | 113              | 22                   |
| Жінки    | 164     | 41                 | 87               | 36                   |
| Разом    | 343     | 85                 | 200              | 58                   |